# 伊号第四十七潜水艦
伊号第四十七潜水艦（いごうだいよんじゅうななせんすいかん、旧字体：伊號第四十七潜水艦）は、日本海軍の潜水艦。伊十六型潜水艦（巡潜丙型）の7番艦。佐世保海軍工廠で建造された。人間魚雷「回天」を甲板に搭載可能。
1944年（昭和19年）7月10日に竣工し、訓練部隊に所属したあと、10月上旬より第15潜水隊に所属した。
同年11月、回天特別攻撃隊「玄作戦」菊水隊として内海西部を出撃、仁科関夫中尉らが搭乗した回天4基の母艦としてウルシー環礁を襲撃し、回天戦により油槽船ミシシネワを撃沈した。
その後も回天作戦に多数参加し、終戦を迎えた。翌年4月1日、海没処分。

## 艦歴

### 建造から訓練終了まで
1941年（昭和16年）の昭和17年度計画（通称マル急計画）により、佐世保海軍工廠で1942年（昭和17年）11月21日起工、1943年（昭和18年）7月31日に艦艇類別等級別表に加えられ、9月29日進水、1944年（昭和19年）4月15日、折田善次少佐が艤装員長に任命される。7月10日に竣工し、折田少佐は初代潜水艦長となった。先任将校（水雷長）吉澤千明大尉（訓練時期の8月31日付で、大堀正大尉へ交代）、航海長重本俊一大尉、砲術長佐藤秀一中尉、機関長徳澤菊一郎大尉。
横須賀鎮守府籍となり、第六艦隊隷下の第11潜水戦隊（訓練部隊、潜水母艦長鯨ほか）に編入される。約2ヶ月の訓練をおこなった。
8月下旬には山口県北部の油谷湾において潜水部隊が新型装備の実験と訓練をおこない、これに第三艦隊隷下の第十戦隊に所属する駆逐艦初月と雪風が先遣部隊指揮官（第六艦隊司令長官）の指揮下に入り、対潜訓練に協力した。
同時期には第二遊撃部隊も内海西部にあり、自隊訓練を犠牲にしても、他部隊の戦備作業に協力していた。

### 第15潜水隊

#### 第一次玄作戦
10月8日、伊47は第15潜水隊（司令揚田清猪大尉）に編入された。第15潜水隊は軍隊区分において第一潜水部隊を編成していた。
10日午前11時頃、連合艦隊参謀長草鹿龍之介中将は玄作戦参加以外の潜水艦について、出撃準備を命じた。先遣部隊指揮官（第六艦隊司令長官）は横須賀で整備中の伊47に整備と戦備促進を命じた。 
12日、連合艦隊は「第一潜水部隊ハ玄作戦外ノ潜水艦ヲ出撃セシメ敵機動部隊ヲ撃滅」（連合艦隊電令作第343号）と命じた。
17日午前8時35分、連合艦隊はGF電令作第351号をもって捷一号作戦警戒を発令し、午前8時48分に「先遣部隊潜水艦全力の中南比方面への急速出撃準備」を下令する。先遣部隊指揮官は玄作戦準備中の4隻（伊38、伊41、伊44、伊46）に出撃や出撃準備を命じ、午前9時2分には伊47に対しても出撃準備を下令した。同17日20時36分、連合艦隊はGF電令作第358号をもって「先遣部隊指揮官ハ臺灣東方ノ敵機動部隊殲滅ノタメ全力ヲ以テ進出セシムベシ」と命じた。この時点で、フィリピン東方海域で作戦中の日本海軍潜水艦は4隻、出撃可能潜水艦は10隻にすぎなかった。整備中の3隻（伊36、伊37、伊47）は出撃を期待できず、玄作戦にまわされた。
折田艦長の回想によれば、10月18日に慶應義塾大学日吉寮の連合艦隊司令部に呼び出されて激励され、伊47に戻ると横須賀海軍工廠での特殊工事を命じられた。続いて伊47は呉軍港に回航され、追加の工事をおこなった。
玄作戦にむけて出撃準備をしていた大型潜水艦8隻（うち2隻は予備）のうち7隻が10月中旬以降の捷一号作戦に投入されて伊36しか残っておらず、連合艦隊は内地所在の伊37と伊47を急遽、玄作戦に投入したのである。また回天の準備も進まず、玄作戦実施時点（11月8日）で12基が整備されたにすぎなかった。
特攻兵器の人間魚雷「回天」を搭載する工事を終えた伊47は、大津島に移動した。
第15潜水隊司令（伊36座乗）が指揮する回天特別攻撃隊（玄作戦、菊水隊）3隻（伊36、伊37、伊47）として、11月5日に豊田副武連合艦隊司令長官より作戦命令を受領する。
11月8日朝、菊水隊は大津島を出港する。伊47の艦橋側面には菊水マークが描かれ、潜望鏡2本をマストにみたてて「非理法権天」と「南無八幡大菩薩」の幟をひるがえした。菊水隊は四国佐田岬沖で散開し、別個にウルシー環礁へむかった。事前偵察と戦果確認のため、トラック泊地より彩雲が発進して作戦に協力した。
回天出撃前、折田艦長は特別に造らせたアイスクリームを回天搭乗員4名におくった。
20日0030、ウルシー付近で浮上し、佐藤章少尉（兵科3期予備士官）、渡辺幸三少尉（兵科3期予備士官）が伊47甲板上から回天に乗り込んだ。その後伊47は潜航し、0300に発進予定地点のマガヤン島南東4浬地点付近に到着する。伊47は潜航中であり、黒木博司大尉の遺骨が入った白木の箱を首にかけた仁科関夫中尉（兵71期）と、福田斉中尉（海機53期）は、交通筒を通って回天に乗り込んだ。
折田艦長は主要航路のムガイ水道を避け、南隣のマガヤン島とローラン島の間の狭い水道を通過して泊地に入った後、それぞれ指示された方向の敵艦を攻撃するよう各艇に命令した。0328以降、5分間隔で0342までに回天4基全てが発進した。発進完了後、伊47は直ちに浮上し、20ノットの速力で南東へ避退した。0416、艦尾方向にオレンジ色の大火柱が上がるのを望見、0422、同一方向に再度閃光と火焔を望見した。その後なおも浮上航走中、右舷艦首前方、距離6000mの位置に米駆逐艦がいるのを発見し急速潜航した。0416の爆発は米測量艦サムナー(USS Sumner, AGS-5)からも目撃されており、その位置はプグリュー島の1.5浬南方のサンゴ礁であるとされた。これは、伊47が回天を発進した場所が発進予定地点から少し離れた位置だったためで、サンゴ礁に座礁した回天が自爆したことによるものであった。その後、1132にも同じ地点で座礁した回天の自爆による爆発をサムナーと、修理を受けていた軽巡リノ(USS Reno, CL-96)が報告している。また、1基が0547に給油艦ミシシネワ(USS Mississinewa, AO-59)に命中し、同艦を撃沈した。0600、軽巡モービル(USS Mobile, CL-63)が防潜網付近の海面で水煙を発見。そのあと潜望鏡が2~4ノットの速力で真っ直ぐに接近してくるのを発見して、５インチ砲と機銃で射撃を開始。機銃の集中射撃が多数命中したが、潜航艇は潜航し、その後水面直下を走る潜水艦が起こすような小さな波が左舷正横に近づき、50mでそれも見えなくなった。モービルから「魚雷が艦首の下を通り抜けた」との通報を受けて、出動可能な護衛駆逐艦群が付近の捜索を開始した。0608、モービルは隣に停泊中の軽巡ビロクシ(USS Biloxi, CL-80)との間の海面に渦を発見。護衛駆逐艦ラール(USS Rall, DE-304)が礁湖を横切ってモービルに近づき、両軽巡の間に発生している渦に向けて、0647に爆雷を投下。その後到着した護衛駆逐艦2艦隻も渦の上を航過して浅深度に設定した爆雷を投下した。0653　ラールが２回目の爆雷を投下したあと海面に泳ぐ日本兵を発見した。波の中に日本兵の顔が見えたが長くは浮かんでいなかった。現場を捜索した米軍の短艇は女学生が差入れた座布団と日本語が書かれた木片を拾い上げた。3日後、日本兵の遺体がこの爆雷投下地点の付近で揚収された。
折田は「回天隊はタンカーの他に空母を撃沈したはず、アメリカは本当の被害を隠していると思う」と回想している。
22日、及川古志郎軍令部総長は昭和天皇に菊水隊の戦果や戦闘状況を奏上した。30日、呉に到着した。菊水隊の戦果は、正規空母2隻・戦艦3隻撃沈と認定された。12月8日、連合艦隊は菊水隊について全軍に布告した。

#### 第二次玄作戦
第一次回天特攻作戦（玄作戦・菊水隊）では、伊37を喪失し、伊36は機械故障で回天1基しか発進できなかった。戦果報告により回天作戦は成功したと判定され、日本海軍は第二次作戦を実施することになった（12月8日、機密ＧＦ命令作第五号）。アメリカ海軍が「回天」への対策を実施する前に、各方面への作戦を実施することにしたのである。
12月8日、連合艦隊はGF命令作特第二号により、第二次玄作戦の実施要領を伝達した。
12月19日に実施命令が下った第二次玄作戦（12月19日、ＧＦ電令作第448号）金剛隊の編成は、潜水艦6隻（伊36、伊47、伊48、伊56、伊53、伊58）で、伊47はニューギニア島北部のホーランディア攻撃を命じられた。
12月25日、伊47は第二次玄作戦・金剛隊として大津島を出撃した。12月30日、グアム島西方約540kmを航行中に海軍関係者8名がのった筏を発見し、救助した。グアム島攻防戦で日本軍守備隊が玉砕したあと8名はジャングルに隠れていたが、ドラム缶で筏をつくりグアム島から脱出した。母艦ごと沈む可能性の高い任務であり、折田達は食糧と水を与えるだけのつもりだったが、回天隊の川久保中尉が「我々4人は数日確実に死ぬから、かわりに8人を救助してくれ。」と頼み、伊47は漂流者を救助したという。
1945年（昭和20年）1月12日0100、ホーランディア付近で村松実上等兵曹、佐藤勝美一等兵曹が甲板上から回天に乗り込み、伊47は潜航した。0230、川久保輝夫中尉（海兵72期）、原敦郎少尉が交通筒から回天に乗り込んだ。0316から0326の間に回天を全て発進した。その後、浮上して退避に移った。午前4時55分、折田艦長はフンボルト湾で燈色の爆発光を認めた。0515、米リバティ船ポンタス・H・ロス（Pontus H. Ross、7,176トン）の左舷3番船倉に突然魚雷が命中した。しかし、直径22cmほどの凹みができただけで、魚雷は海面上を滑って離れ、ポンタス・H・ロスの側面を回って船首前方右舷寄りに90m離れてから大爆発した。爆発は激しかったが、船体の損傷は軽微であった。
1月15日、及川総長は天皇に伊47の戦果について奏上した。
沈没した伊48を除く金剛隊各艦は、1月下旬から2月初旬にかけて呉に帰投した。伊47の戦果認定は大型輸送船4隻轟沈であった。戦後、折田艦長はアメリカ海軍関係者から当時の状況を教えられたが、アメリカ側の被害秘匿を疑っている。2月11日、連合艦隊は金剛隊について戦果を告示した。

#### 沖縄方面作戦
玄作戦終了後も、伊47は第15潜水隊に所属していた。内海西部で回天戦の準備をおこなった。2月3日付で伊47航海長は重本大尉から菊池貞彦大尉に交代した。
米軍の沖縄方面来攻にそなえ、日本海軍は残存潜水艦を南西方面に配備した（沖縄戦）。3月28日、回天特別攻撃隊・多々良隊（伊44、伊47、伊56、伊58)の1隻として伊47は光を出港し、南西諸島方面を目指した。同日1600、日向灘を航行中に米艦載機を発見して急速潜航する。日没後に浮上するも、近くを米艦載機2機が哨戒をしており爆雷攻撃を受ける。伊47は損傷しながらも離脱に成功した。
公式記録では3月29日に北緯29度45分 東経131度35分 / 北緯29.750度 東経131.583度地点で米機動部隊と遭遇して制圧攻撃を受け、回天と重油タンクに被害を受けて帰投を命じられた。
同29日0230、種子島東方20浬地点付近で浮上して充電中、前方に米哨戒艇2隻を発見し急速潜航をするも、メインバラストタンクのベント1基の操作に失敗、艦首が50度下に傾いた状態で深度80mまで沈下してしまう。それでも、乗員の必死の操作で深度60mの地点で艦を水平に戻すことができた。それから11時間後に潜望鏡観測をしたところ、燃料漏れを起こしているのを発見。一旦本土に戻るべく浮上したものの、米哨戒機2機に発見されてしまう。伊47はすぐに潜航したものの20発以上の爆雷攻撃をうけて損傷してしまう。それでもなんとか敵をやりすごした後に浮上。31日に鹿児島県内之浦に移動して損害を調査したところ、不発の爆雷1発が司令塔に残留しているのを発見した。4月1日、内海西部に帰投し、多々良隊からのぞかれた。
4月17日、修理を終えた伊47は呉を出港して光に移動。20日には光から平生に移動する。同20日付で、伊47と伊53の水雷長を交代する人事がおこなわれ、伊47水雷長は川本昇大尉となった。22日、回天特別攻撃隊・天武隊（伊36、伊47、伊53）の1隻として平生を出港し、沖縄方面に進出する。犠牲の大きい泊地襲撃が取止められ、この天武隊から洋上作戦に切り替えられた。
航海中の4月25日付で、潜水艦長交代の人事がおこなわれた。
26日、沖縄南東200浬地点付近で右舷ディーゼル機関が故障。2日かけて修理を行った。
27日、通常魚雷攻撃により艦種不明2隻の撃沈を報告した。
5月1日深夜、伊47は沖大東島南南西100浬地点付近で35km離れた位置に輸送船団がいるのを電探で発見。追跡を行い、4000mまで近づいたところで魚雷4本を発射、3つの爆発音を聴取した。2日0900、伊47は沖大東島南南西160浬地点付近で大型タンカーと護衛の2隻の駆逐艦を発見し、回天の発進準備を行う。1100に1番艇の柿崎実中尉（海兵72期）艇を発進。その5分後に4号艇の山口重雄 一兵曹艇を発進。それから15分後に爆発音がした。その爆発は激しく、伊47は揺さぶられた。その5分後に爆発音を聴取。1120には新たに聴音でフレッチャー級駆逐艦2隻を発見し、2番艇の古川七郎 上等兵曹艇を発進。回天の推進器音は20分後に途絶えたが、それから28分後には高速回転する回天の推進器音がして、まもなく爆発音がした。爆発音の後、伊47はこの海域からすぐに離脱した。一連の攻撃で、大型駆逐艦や輸送船の撃沈を記録した。
7日、伊47は英リアンダー級軽巡洋艦を電探で発見し回天の発進準備を行うも、6番艇の新海菊雄 二飛曹艇と3番艇の横田寛 二飛曹艇は電話機の不調により通信ができなくなっていたため、5番艇の前田肇中尉艇を発進。24分後、爆発音を聴取。この日の回天戦で、特設航空母艦もしくは巡洋艦1隻撃沈を記録した。
12日、光に到着して回天と搭乗員、整備員を降ろしたあと、翌13日に呉に帰投した。5月1日から7日までの作戦で、伊47は回天戦と通常魚雷により、輸送船1、巡洋艦1、駆逐艦2、艦種不明2隻、計6隻の撃沈を報告した。折田は輸送船2、駆逐艦1、巡洋艦1を攻撃したと回想している。戦後の調査によれば、該当する戦果はなかった。同日、鈴木正吉少佐が艦長に着任。折田艦長時代の伊47は、12基の回天戦をおこなった。
6月5日、連合艦隊は天武隊（伊47）の戦果を告示した。
7月17日、伊47は呉を出港して光へ移動し、回天と搭乗員、整備員を乗せる。18日に潜航試験を行った。回天特別攻撃隊多聞隊（伊53、伊58、伊47、伊367、伊366、伊363）の1隻として、沖縄～ルソン島～パラオ方面に出撃することになった。19日、伊47は内海西部を出撃した。7月21日、北緯26度13分 東経127度50分 / 北緯26.217度 東経127.833度地点で輸送船（7,067トン）が回天による被害を受け、伊47の攻撃であった可能性がある。29日にはフィリピン方面に進出する。30日、伊47は台風の中に入ったため、浮上充電をしながら台風が去るのを待った。8月1日、1番艇の加藤正中尉（海機54期）艇が波にさらわれて流出。他の回天も浸水する被害を受けた。搭乗員はいずれも乗っていなかったため人的被害はなかった。8月11日、内海西部に帰投した。13日、光に到着して回天と搭乗員、整備員を降ろしたあと、翌14日に呉に帰投した。翌15日、終戦を迎えた。

### 終戦後
11月30日、除籍。1946年（昭和21年）4月1日、五島列島沖で他の潜水艦23隻と共に処分される「ローズエンド作戦」に参加。アメリカ海軍の実艦標的として海没処分となった。竣工より沈没まで、約1年8ヶ月の艦歴であった。
撃破総数は2隻（回天戦によりタンカー1隻を撃沈、輸送船1隻に損傷を与えた）。

## 沈没艦の発見
平成29年9月7日、五島列島沖で沈没艦の調査をしていたラ・プロンジェ深海工学会が本艦及びその他の艦の艦種を特定したと発表した。これにより沈没地点が特定された。2017年現在は海底に対しほぼ垂直に艦尾が突き刺さった状態で沈んでいる。

## 歴代艦長
※『艦長たちの軍艦史』419-420頁による。

### 艤装員長
- 折田善次 少佐：1944年4月15日[21] -

### 潜水艦長
- 折田善次 少佐：1944年7月10日[22] -
- 鈴木正吉 少佐：1945年4月25日[126] -